# Bozzolo
Bozzolo är en ort och kommun i provinsen Mantua i regionen Lombardiet i Italien. Kommunen hade 4 164 invånare (2018).